# Jim Bett
James Bett (Hamilton, 25 novembre 1959) è un allenatore di calcio ed ex calciatore scozzese, di ruolo centrocampista, attuale vice allenatore dell'Aberdeen Under-19.

## Palmarès

### Giocatore

#### Competizioni nazionali
- Campionato islandese: 1

Valur: 1978
- Coppa di Scozia: 3

Rangers: 1980-1981
Aberdeen: 1985-1986, 1989-1990
- Coppa di Lega scozzese: 3

Rangers: 1981-1982
Aberdden: 1985-1986, 1989-1990
- Coppa d'Islanda: 1

KR Reykjavík: 1994